# أحمد خير الدين
أحمد خير الدين، هو أحمد بن سليمان بن أحمد بن خير الدين (1906-1967) ، روائي وشاعر غنائي ومؤلف مسرحي تونسي.
ولد أحمد خير الدين في باب سويقة لعائلة تنحدر من أصول تركية. بعد تكوين قرآني في كتّابي «القنطرة» في باب سويقة و«العين الطويلة» في سيدي بوسعيد، درس خير الدين في جامع الزيتونة وتحصل على شهادة التطويع عام 1926. امتهن بعدها التدريس حتى 1941 ثم عمل ككاتب في الجامعة الزيتونية. انخرط أحمد خير الدين منذ شبابه في عدد من الجمعيات مثل الخلدونية والرشيدية، التقى فيها بعديد من رواد الأدب والشعر من أمثال العربي الكبادي ومصطفى خريف والشاعر الشاذلي خزندار. عمل أيضا في إذاعة تونس منذ إنشاءها عام 1938 كما مارس رياضة كرة القدم في جمعية النادي الإفريقي. ألف خير الدين العديد من الأغاني والموشحات والأناشيد قام بتلحين بعضها مثل نشيد «حماة الحمى» الذي أصبح فيما بعد النشيد الوطني الرسمي. نشط خير الدين أيضا في المسرح بانتمائه إلى جمعية التمثيل العربي حيث عمل كمصحح وملقن وكاتب، ومن مؤلفاته المسرحية «الكاهنة» و«انتقال الفاطميين إلى مصر» بالعربية الفصحى و«الحاج كلوف» و«شدّ مشومك» بالدارجة. على المستوى الرواية أصدر له «الغرام الصادق»(1925) وفتاة الدير. توفي في عام 1967 ودفن بمقبرة سيدي يحيى بالعمران. عام 1981 أصدرت الدار التونسية للنشر «ديوان وأغاني أحمد خيرالدين» التي جمعت فيها أهم أعماله الشعرية. سميت باسمه أنهج في عدة مدن تونسية.